# Nikolaus

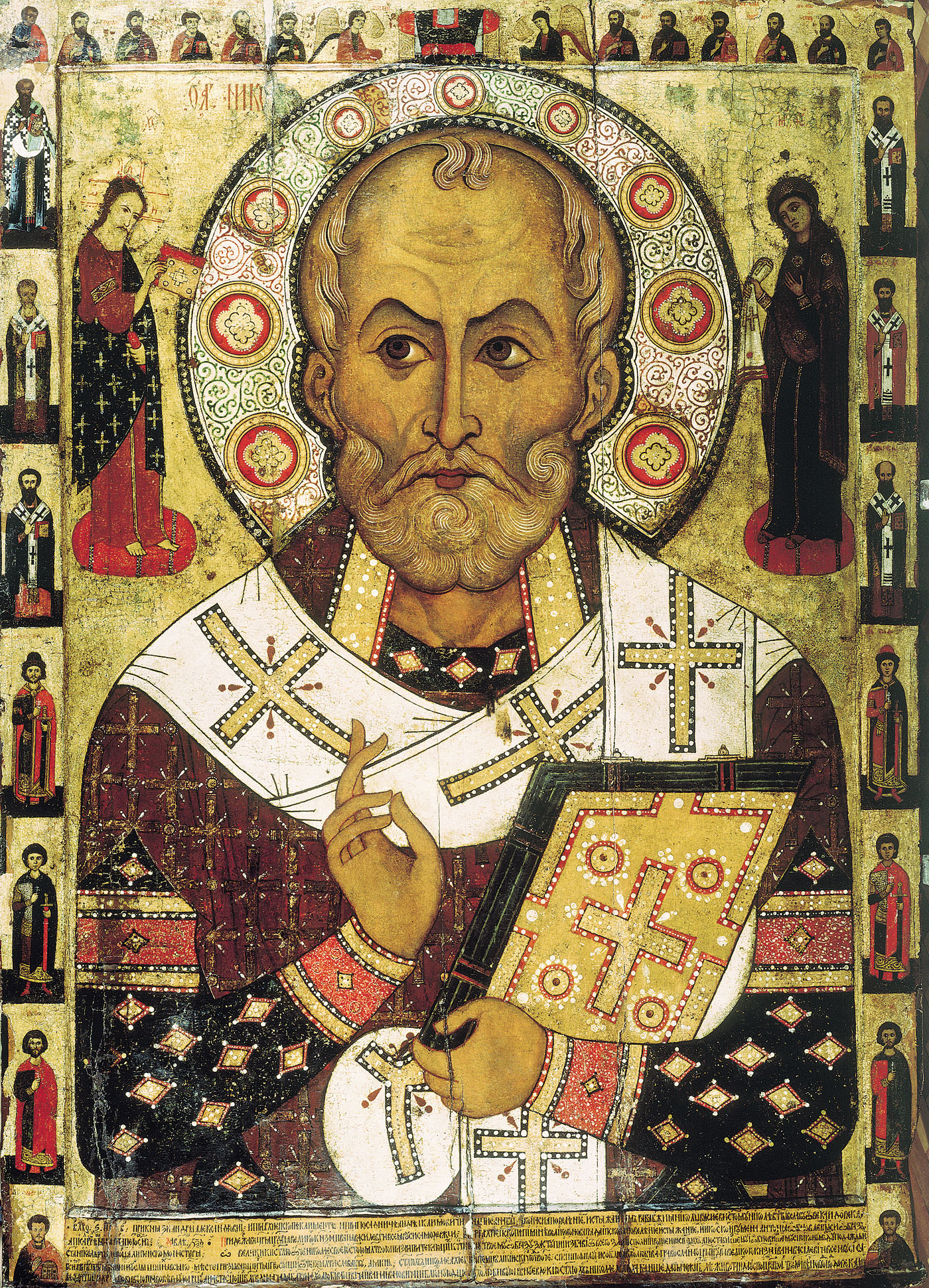
Nikolaus von Myra (russische Ikone von Aleksa Petrov, 1294)

Nikolaus ist ein männlicher Vorname und ein Familienname.

## Herkunft und Bedeutung
Der Name Nikolaus geht auf den altgriechischen Namen Νικόλαος Nikolaos zurück. Der Name setzt sich aus den Elementen νίκη níkē „Sieg“, und λαός laós „Volk“, „Volksmenge“, insbesondere „Kriegsvolk“ zusammen.

## Verbreitung
Nikolaus fand im Mittelalter Verbreitung als Name des heiligen Nikolaus, der im 4. Jahrhundert Bischof von Myra in Lykien war. Um seine Person bildeten sich zahlreiche Legenden, deren biografische Inhalte sich mit denen des 564 gestorbenen Abtes und späteren Bischofs von Pinora, Nikolaus von Sion, vermischten.
Der Name ist im deutschen Sprachraum sehr verbreitet, wird jedoch aktuell nicht sehr häufig vergeben.
Im Jahr 2020 lebten in der Schweiz 1029 Männer mit dem Vornamen Nikolaus, das sind 42 Menschen weniger als im Jahr 2015.
In Österreich wird der Name häufiger vergeben. Vor allem in den 1990er Jahren war er beliebt. Für den Zeitraum von 1984 bis 2020 belegt der Name Rang 105 der Hitliste (2288 Namensträger). Im Jahr 2021 stand er mit 30 Vergaben auf Rang 210 der Vornamenscharts.
In Deutschland wird der Name Nikolaus aktuell sehr selten vergeben, zwischen 2010 und 2021 geschah es nur etwa 100 Mal.
Im hellenischen Ursprungsland des Heiligen Nikolaos, dem heutigen Griechenland, zu dem Myra (Myra in Lykien) heute nicht mehr gehört, ist der Name sehr beliebt. Er wird recht häufig vergeben und steht an Platz 5 der männlichen Vornamen.
Da Kinder traditionell die Vornamen ihrer Großeltern erhalten, verändert sich dieser Platz auch über Jahrzehnte praktisch kaum.
Nach wie vor, wird der Heilige Nikolaos dort auch als Schutzpatron aller Seefahrer verehrt.
Die männliche Form lautet Nikolaos, die weibliche Nikoletta. Es gibt auch zahlreiche Varianten in beiden Geschlechtsformen.

## Varianten

### Männliche Varianten
- Albanisch: Nikollë
- Belarussisch: Мікалай Mikalaj
- Bulgarisch: Никола Nikola, Николай Nikolaj
- Dänisch: Nicklas, Niclas, Nicolai, Niklas, Nikolaj
  - Diminutiv: Claus, Klaus, Cai, Kai, Kaj, Kay, Nels, Niels, Nils, Nis, Nisse
- Deutsch: Nicolaus, Nikolas, Niklas
  - Luxemburgisch: Néckel
  - Schweizerdeutsch: Niklaus
  - Diminutiv: Kai, Kay, Klaus, Claus, Nico, Niko, Nick
    - Friesisch: Kai, Kay, Klaes
    - Niederdeutsch: Klaas
- Englisch: Nicholas, Nickolas, Nikolas
  - Mittelalterlich: Nichol, Nicol
    - Diminutiv: Col

  - Irisch: Nioclás
  - Schottisch-Gälisch: Nicol, Neacel
  - Diminutiv: Colin, Collin, Collyn, Kai, Nic, Nick, Nicky, Nik
- Esperanto: Nikolao
  - Diminutiv: Niĉjo
- Estnisch: Nigul
- Finnisch: Niclas, Niklas
  - Diminutiv: Kai, Kaj, Klaus, Launo, Niilo, Niko
    - Samisch: Niilas, Nilas
- Französisch: Nicolas
- Georgisch: ნიკოლოზ Nikoloz
  - Diminutiv: ნიკა Nika, ნიკო Niko, ნიკუშა Nikuscha
- Griechisch: Νικόλαος Nikólaos, Νικόλας Nikólas
  - Altgriechisch: Νικόλαος Nikólaos
  - Diminutiv: Νικ Nik, Νίκος Níkos
- Italienisch: Niccolò, Nicola, Nicolao, Nicolò
  - Latein: Nicolaus
  - Venezianisch: Nicoła
  - Diminutiv: Nico
    - Rätoromanisch: Niclò, Clà, Cla, Clau, Niculin
- Kroatisch: Nikola
  - Diminutiv: Nikica, Niko, Nikša
- Lettisch: Niklāvs, Nikolajs
  - Diminutiv: Klāvs
- Litauisch: Mikalojus
- Maorisch: Nikora
- Nordmazedonisch: Никола Nikola
  - Diminutiv: Николче Nikolče, Nikolche
- Niederländisch: Nicolaas, Nikolaas, Niklaas
  - Diminutiv: Kai, Klaas, Nick, Nico, Niek
    - Limburgisch: Klaos
- Norwegisch: Nicolai, Niklas
  - Diminutiv: Kai, Kaj, Kay, Klaus, Nils
- Polnisch: Mikołaj
- Portugiesisch: Nicolau
  - Diminutiv: Nico
- Rumänisch: Neculai, Nicolae
  - Diminutiv: Nicu, Nicușor
- Russisch: Николай Nikolaj
  - Diminutiv: Коля Kolja
- Schwedisch: Nicklas, Niclas, Niklas
  - Diminutiv: Claes, Kai, Kaj, Kay, Cai, Caj, Klas, Nils, Nisse
- Serbisch: Nikola
  - Diminutiv: Nikica
- Slowakisch: Mikuláš
- Slowenisch: Miklavž, Nikola, Nikolaj
  - Diminutiv: Nik, Niko
- Spanisch: Nicolás
  - Baskisch: Nikola
  - Katalanisch: Nicolau
  - Diminutiv: Nico
- Tschechisch: Mikoláš, Mikula, Mikuláš, Nikola
- Ukrainisch: Микола Mykola
- Ungarisch: Miklós, Nikolasz
  - Diminutiv: Kolos, Miksa

### Weibliche Varianten
- Bulgarisch: Никол Nikol
  - Diminutiv: Николета Nikoleta, Николина Nikolina, Нина Nina
- Deutsch: Nicola, Nicole, Nikola
- Englisch: Nichole, Nicola, Nicole, Nikkole, Nikole
  - Britisch: Nichola
  - Diminutiv: Nicky, Niki, Nikki
- Französisch: Nicole
  - Diminutiv: Colette, Coline, Nicolette
- Griechisch: Νικόλ Nikól
  - Diminutiv: Νικολέτα Nikoleta, Νικολέττα Nikolétta
- Italienisch
  - Diminutiv: Lina, Nicoletta, Nicolina
- Kroatisch: Nika
  - Diminutiv: Nikolina
- Maorisch: Nikora
- Mazedonisch
  - Diminutiv: Николина Nikolina
- Niederländisch: Nicole
  - Diminutiv: Klasina, Klazina, Nicolet, Nicoline
- Polnisch: Nikola
- Rumänisch
  - Diminutiv: Nicoleta
- Serbisch: Nikolina
- Slowakisch: Nikola
  - Diminutiv: Nikoleta
- Slowenisch: Nika
- Spanisch: Nicolasa, Nicol
  - Baskisch: Nikole
- Tschechisch: Nicol, Nikol, Nikola
- Ungarisch
  - Diminutiv: Nikolett, Nikoletta

## Namenstage
- 23. Januar: nach Nikolaus Groß
- 11. August: nach Nikolaus von Kues
- 10. September: nach Nikolaus von Tolentino
- 25. September: nach Nikolaus von Flüe (auch am 21. März)
- 14. November: nach Nikolaus Tavelic
- 6. Dezember: nach Nikolaus von Myra

## Namensträger

### Vorname

#### Heilige und Selige
- Nikolaus von Myra (ca. 270–365), Bischof von Myra
- Nikolaus von Tolentino (1245–1305), italienischer Augustiner-Eremit, Prediger und Krankenseelsorger
- Niklaus von Flüe (1417–1487), Einsiedler
- Nikolaus Groß (1898–1945), Gewerkschafter und Widerstandskämpfer

#### Geistliche
- Nikolaus I. (820–867), Papst
- Nikolaus I. Mystikos (852–925), Patriarch von Konstantinopel
- Nikolaus II. (um 990–1061), Papst
- Nikolaus III. Grammatikos (1084–1111), Patriarch von Konstantinopel
- Nikolaus von Verdun (um 1130–1205), Goldschmied und Emailmaler
- Nikolaus IV. Muzalon (1147–1151), Patriarch von Konstantinopel
- Nikolaus von Bari (13. Jahrhundert), Abt und Diakon
- Nikolaus von Calvi (um 1200–1273), Bischof von Assisi
- Nikolaus III. (um 1210–1280), Papst
- Nikolaus von Bibra (um 1225–1307), Kapitular der Stiftskirche Bibra
- Nikolaus IV. (1227–1292), Papst
- Nikolaus V. (Gegenpapst) (um 1275–1333), Gegenpapst
- Nikolaus von Ybbs (um 1275–1340), Bischof von Regensburg
- Nikolaus von Frauenfeld bzw. Kenzingen (um 1288–1344), Bischof von Konstanz
- Nikolaus von Butrinto († 1316), Titularbischof von Butrinto
- Nikolaus von Lebus, Bischof von Lebus
- Nikolaus von Kesselhut († 1331), ab 1312 Bischof von Verden
- Nikolaus von Laun (um 1300–1371), Weihbischof in Regensburg
- Nikolaus von Oresme (um 1320–1382), französischer Bischof, Naturwissenschaftler und Philosoph
- Nikolaus von Luxemburg (1322–1358), Patriarch von Aquileia
- Nikolaus von Burgsdorff (um 1375–1443), Elekt von Brandenburg
- Nikolaus II. Sachau (um 1385–1449), deutscher Rechtsgelehrter und Bischof von Lübeck
- Nikolaus I. von Meißen († 1392), Bischof von Lübeck
- Nikolaus V. (1397–1455), Papst
- Nikolaus von Straßburg (14. Jahrhundert), dominikanischer Theologe, Lesemeister und Prediger
- Nikolaus Vischel (14. Jhd.), Zisterzienser im Stift Heiligenkreuz und geistlicher Schriftsteller
- Nikolaus von Unhoscht († 1400), Franziskaner
- Nikolaus Rotenfels (1404–1475), Domherr in Meißen und Naumburg
- Nikolaus von Tüngen († 1489), Fürstbischof des Ermlandes ab 1467
- Nikolaus von Siegen (um 1450–1495), Benediktinermönch, Geschichtsschreiber und Chronist
- Nikolaus von Schönberg (1472–1537), Erzbischof von Capua
- Nikolaus Oláh (1493–1568), Hermannstadt (Siebenbürgen)
- Nikolaus II. Engel († 1509), deutscher Zisterzienserabt
- Nikolaus Göldlin von Tiefenau (1625–1686), Abt von Tennenbach und Wettingen
- Nikolaus Ludwig von Zinzendorf (1700–1760), lutherischer Theologe, Gründer der Herrnhuter Brüdergemeine
- Nikolaus München (1794–1881), Kölner Dompropst
- Nikolaus von Weis (1796–1869), Bischof der Diözese Speyer
- Nikolaus Schneider (* 1947), evangelischer Bischof im Rheinland
- Nikolaus Schwerdtfeger (* 1948), Weihbischof in Hildesheim

#### Herrscher
- Nikolaus II. von Mecklenburg († 1225), Herzog von Mecklenburg
- Nikolaus, Fürst von Rostock (1262–1314), Fürst von Rostock
- Nikolaus von Münsterberg (1341–1358), Herzog von Münsterberg
- Nikolaus V. (Ratibor-Jägerndorf) (ca. 1409–1452), Herzog von Troppau-Ratibor, Jägerndorf, Freudenthal und Rybnik
- Nikolaus I. von Oppeln (1437–1476), Herzog von Oppeln
- Nikolaus I. von Lothringen (1471–1473), Herzog von Lothringen
- Nikolaus II. von Oppeln (1476–1497), Herzog von Oppeln
- Nikolaus II. von Lothringen (1634–1661), Herzog von Lothringen
- Nikolaus I. (1825–1855), Zar von Russland
- Nikolaus II. (1894–1918), Zar von Russland

#### Weitere
Altertum und Mittelalter (chronologisch)
- Nikolaus (Diakon), Proselyt aus Antiochia und einer der 7 Diakone in Apg 6,5 EU
- Nikolaus von Myra (Rhetor) (5. Jh.), griechischer Sophist und Rhetor
- Nikolaus von Verdun (ca. 1130–1205), Goldschmied und Emailmaler
- Nikolaus Donin (13. Jh.), als jüdischer Apostat Verursacher des Pariser Talmudprozesses von 1240
- Nikolaus von Paris (13. Jahrhundert), französischer Scholastiker
- Nikolaus von Paris, urkundlich 1254 u. 1263 erwähnt, Professor der Pariser Artistenfakultät
- Nikolaus von Lyra (ca. 1270–1349), Theologe
- Nikolaus von Gützkow († 1322), Graf von Gützkow
- Nikolaus von Gara († 1386), ungarischer Adliger und als Palatin einer der höchsten Würdenträger am ungarischen Königshof
- Nikolaus von Dinkelsbühl (1360–1433), deutscher Theologe
- Nikolaus II. Sachau (ca. 1385–1449), deutscher Rechtsgelehrter und Bischof von Lübeck
- Nikolaus Weigel (um 1396–1444), Theologe, Ablasskommissar, Teilnehmer am Konzil von Basel
- Nikolaus von Hereford († um 1417), englischer Bibelübersetzer und Reformator
- Nikolaus von Prüm (ca.1400–1439), Professor an der Universität Löwen und Offizial des Trierer Erzbistums
- Nikolaus von Kues (1401–1464), deutscher Humanist
- Nikolaus Kempf (ca. 1415–1497) Mystiker und Theologe
- Nikolaus Kopernikus (1473–1543), Astronom und Arzt
- Nikolaus von Reusner (1545–1602), deutscher Rechtswissenschaftler

Neuzeit (alphabetisch)
- Nicholaus Arson (* 1977), schwedischer Gitarrist
- Johann Nikolaus Bach (1669–1753), deutscher Komponist
- Nikolaus Brass (* 1949), deutscher Komponist
- Nikolaus Brender (* 1949), deutscher Journalist und Medienmanager, ZDF-Chefredakteur
- Nikolaus Fleckenstein (1906–1979), deutscher Gewerkschafter und Politiker (CDU)
- Nikolaus Forgó (* 1968), österreichischer Rechtswissenschaftler und Journalist
- Nikolaus Gröbe (* 1972), deutscher Schauspieler, Musicaldarsteller und Tänzer
- Nikolaus Harnoncourt (1929–2016), österreichischer Dirigent und Cellist
- Nikolaus Kyll (1904–1973), deutscher Volkskundler und römisch-katholischer Priester
- Nikolaus Lang (1941–2022), deutscher Künstler und Hochschullehrer
- Nikolaus Lenau (1802–1850), österreichischer Schriftsteller
- Nikolaus Moll (1676–1754), österreichischer Bildhauer
- Nikolaus Moll (1879–1948), deutscher römisch-katholischer Priester und Pädagoge
- Nikolaus Moser (* 1956), österreichischer Maler
- Nikolaus Netzer (* 1967), österreichischer Dirigent und Musikschuldirektor
- Nikolaus Presnik (* 1962), österreichischer Schlagersänger und -komponist
- Emil Nikolaus von Reznicek (1860–1945), österreichisch-deutscher Dirigent, Komponist und Hofkapellmeister
- Nikolaus III. von Salm-Neuburg (1503–1550), österreichischer Diplomat, Statthalter in Ungarn
- Nikolaus Schapfl (* 1963), deutscher Komponist
- Nikolaus Senn (1926–2014), Schweizer Bankmanager
- Nikolaus Stanec (* 1968), österreichischer Schachgroßmeister
- Nikolaus Steinbach (1854–1936), deutscher Bildhauer
- Nikolaus Teichert (* 1958), deutscher Pokerspieler

### Familienname
- Annemarie Nikolaus (* 1952), deutsche Sozialwissenschaftlerin und Autorin
- Eva Maria Nikolaus (* 1994), deutsche Schauspielerin und Sängerin
- Gerhard Nikolaus (1948–2023), deutscher Ornithologe und Naturschützer
- Günther Nikolaus (1899–nach 1945), deutscher Verwaltungsjurist und Landrat
- Otto Nikolaus (1898–1950), deutscher Jurist und Verwaltungsbeamter
- Paul Nikolaus (1894–1933), deutscher Dichter, Bühnenautor, Kabarettist und Conférencier

Im deutschen Sprachraum gibt es hunderte verschiedene Familiennamen, die auf den Namen Nikolaus zurückgehen, z. B. Nückel, Claasen, Klews oder Klosa.